# Сейн, Морис де
Морис де Сейн фр. Maurice de Seynes; 7 августа 1914 — 15 июня 1944) — французский лётчик авиаполка «Нормандия-Неман».

## Биография
Морис-Филип де Сейн родился в Париже в аристократической семье. Погиб в 1944 году в Советском Союзе во время Второй мировой войны.
После окончания общеобразовательной школы в 1936 году поступил в авиационную школу, получил лицензию военного лётчика. Во время Второй мировой войны добровольцем воевал в авиационном полку «Нормандия-Неман» на территории Советского Союза.
Полк «Нормандия-Неман» состоял из французских лётчиков и советских техников. За время войны французские лётчики крепко сдружились с советскими механиками. Лучшим примером такой дружбы была дружба между Владимиром Белозубом и Морисом де Сейном, которого в полку называли «отважным Морисом». Серьёзный, сдержанный молчун Владимир из села Покровское в Днепропетровской области и остроумный, с открытой душой Морис, аристократ из Парижа. Простой сельский юноша из Украины и аристократ из Парижа были боевыми побратимами, вместе делили радости и невзгоды фронтовой жизни, вместе боролись против ненавистного врага и вместе погибли, пытаясь спасти друг другу жизнь. У них был совместный истребитель «Як-3». Владимир готовил боевую технику к вылетам. Морис бил из неё врага. Самолёт никогда не подводил Мориса, потому что каждый узел, каждый механизм были отрегулированы наилучшим образом. Своим родителям на Украину Владимир писал:
Когда вернусь, расскажу вам про своего французского друга Мориса де Сейна. Он лихо бьёт фашистов. А на досуге мы учим друг друга грамоте: он меня — французскому, а я его — русскому...
А в Париж Морис писал матери Терезе де Сейн:
Мама, я называю его философом. Он ждет моего возвращения с нетерпением, как и ты, мама. Но к нему я возвращаюсь чаще, чем к тебе, даже в мечтах о родном доме. Пока я сплю, вижу тебя и Клода, он же не знает ни сна, ни покоя. Владимир делает в это время всё, чтобы я вернулся. Мама, какой он мастер, какой парень! Ты увидишь его, мама...

## Гибель
15 июля 1944 года полк перебазировался с аэродрома с. Дубравка Смоленской области до городка Микунтани (Литва). В связи с боевой обстановкой, что сложилась, каждый летчик брал на борт и своего механика. Полет проходил на низкой высоте, чтобы не встретиться с вражескими истребителями. В тот день Морис впервые поднялся в воздух вместе с Владимиром, чтобы перелететь на новый аэродром, ближе к линии фронта. И в воздухе вражеские пули попали в бензобак, мотор. Морис мог спастись, выпрыгнув с парашютом из поврежденного истребителя, но в кабине сидел Владимир и у него парашюта не было. Испарения бензина сжимали горло, пекли глаза. Морис потерял ориентиры и управление полётом.
С земли одна за другой поступали категорические требования сначала французского майора Дельфино, а затем советского инженера Агавельяна: Приказ командования: «Прыгайте, де Сейн, немедленно покиньте самолёт! Прыгайте! Немедленно прыгайте!»
Но это был единственный случай, когда Морис де Сейн не подчинился приказу. Он не выпрыгнул, не оставил друга. До последнего делал всё возможное, чтобы посадить самолёт. Не удалось. Последний раз набрав высоту, самолёт пошёл по прямой. Самолёт долго шёл по прямой, но лётчик не прыгал. Морис решил погибнуть, но не оставить боевого товарища, жизнь которого находилось в его руках.
Самолёт ударился о землю и исчез в огромных вспышках пламени…
Похоронили боевых товарищей Мориса де Сейна и Владимира Белозуба в братской могиле на ромашковом поле.

## Память
В честь Мориса де Сейна во Франции названа школа в городе Даммари-ле-Ли и военно-воздушная база 115.